# Ferricrete
Ferricrete (lat. ferrum = Eisen, engl. concrete = Konkretion) sind sehr harte Krusten der Erdoberfläche, an denen Eisen beteiligt ist. Es handelt sich dabei um zementierte Eisenoxide bzw. um oxidierte Lösungen von Eisensalzen.
In Südafrika, einer Region mit häufigen Funden, nennt man die Steine auch Koffieklip (= Kaffeestein). Andere Namen sind ferriginous duricrust (= eisenhaltige Duricrust), hardpan (= Ortstein), iron pan (= Eisenstein), ouklip gravel (= Ortsteinkies) oder Ngubane.

## Beschreibung
Sie finden sich nahe der Oberfläche, vor allem in heutigen Wüsten. Die Farbe ist grau oder rötlich gefleckt. 
Ferricrete enthalten auch Sedimente sowie Materialien, die an den Fundorten nicht heimisch sind, aber dorthin transportiert wurden.
Sie erscheinen als Hämatite oder als Laterite, letztere mit der Summenformel Fe3O3.

## Bedeutung
Ferricrete zeugen von Reliefbildung zur Zeit des Tertiär.

## Entstehung
Ferricrete entstanden unter ähnlichen Umständen wie Silcrete. So kam es im Alttertiär zu einer flächenhaften Abspülung der Boden- oder Zersatzdecke. Es können auch Landstriche von Tieflandflüssen überspült worden sein. Die Folge davon war ein meist vollständiger Reliefausgleich, der sich in amphibischen, also schlecht drainierten Landschaft auswirkte.
Oberflächennahes Grund- oder Bodenwasser führte nun zur Ausfällung von Kieselsäure (Silcrete) oder eben Eisenoxid (Ferricrete). Bei Ferricreten ergab sich je nach Menge eine graue oder fleckig-rote Färbung.

## Verwendung
Ferricrete werden häufig zum Straßenbau in ländlichen Regionen Südafrikas verwendet.